# Антимусульманські погроми у М'янмі (2012)
Антимусульманські погроми у М'янмі — події, що відбулися 4 червня 2012 року в М'янмі, коли в ході етнічно-релігійного конфлікту буддистів-араканців з мусульманами-рогінджа в штаті Ракгайн на заході країни в ході масових заворушень десятки людей загинули, кілька десятків тисяч змушені були покинути штат, безліч осель було зруйновано або спалено.

## Початок заворушень
За заявами буддистів-араканців, заворушення почалися після загибелі 26-ти річної жінки буддистки. 

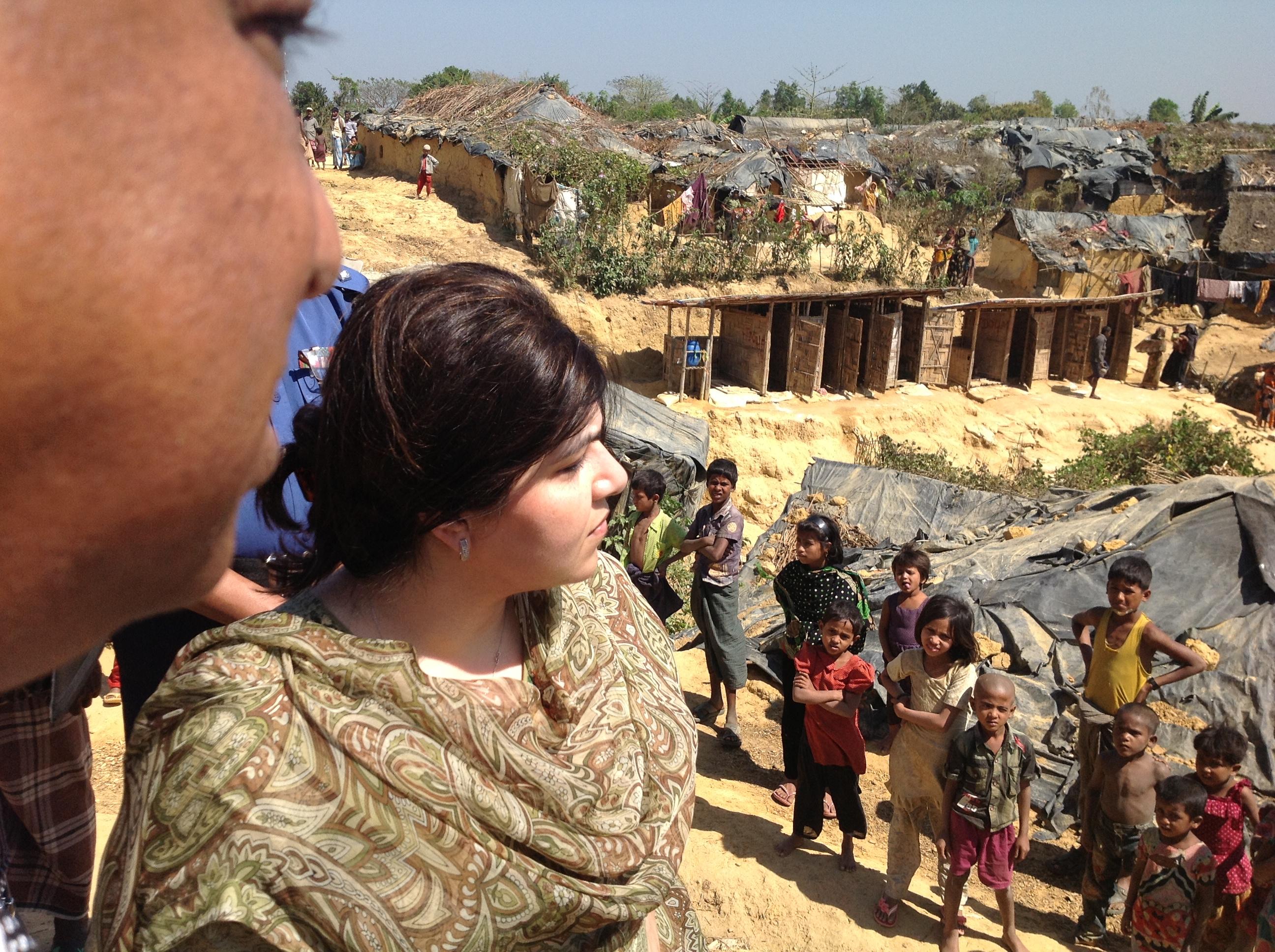
Табір біженців у Коксс-Базар, 20 лютого 2013 року, під час відвідин його Баронесою Варсі

20 березня 2012 року в місті Мейктіла у центрі М'янми почалися погроми мусульманських будинків, число жертв перевищило 30 осіб, були спалені 4 місцевих мечеті, влада країни вивели на вулиці патрульні загони.
22 березня 2012 року в місті і трьох довколишніх селищах було введено надзвичайний стан після дводенних заворушень, в ході яких було вбито 57 мусульман та 31 буддист, а 12 тисяч були змушені тікати з міста, спалено 2528 осель (1336 мусульманських та 1192 будистських).
Конфлікт знову спалахнув у жовтні 2012 року, внаслідок чого принаймні 80 осіб загинуло, понад 20 000 осіб стали біженцями, знищено тисячі будинків. Рогінджам було заборонено покидати свої поселення, офіційно — заради їхньої безпеки.

## Наслідки
За даними представництва ООН в Рангуні з посиланням на бірманський уряд, в результаті кривавих зіткнень між буддистами і мусульманами в штаті Ракгайн на заході країни 22587 осіб стали біженцями, зруйновано або спалено 4665 будинків.
Управління Верховного комісара ООН у справах біженців та кілька правозахисних групи відхилили пропозицію Тейна Сена, про переселення рогінджа за кордон.
У тому ж 2012 році була створена сепаратистська воєнізована організація «Армія порятунку рогінджа Аракану», яка продовжує боротьбу за незалежності штату Ракгайн, при цьому використовує терористичні методи, як то нападають на поліцейських, військових та викрадення людей. 